# Tyreke Evans
Tyreke Jamir Evans (Chester, 19 de setembro de 1989) é um jogador norte-americano de basquete que atualmente está banido pela National Basketball Association (NBA) por violar a política anti-drogas da liga. Evans jogou basquete universitário pela Universidade de Memphis, em 2009 foi a quarta escolha geral no draft da NBA, selecionado pelo Sacramento Kings e na mesma temporada ganhou o prêmio de Iniciante do Ano (Rookie of the Year).

## Estatísticas

### Temporada regular
| Ano     | Equipe      | PJ  | PT  | MPP  | %TC  | %3P  | %TL  | RPP | APP | ROB | TPP | PPP  |
| ------- | ----------- | --- | --- | ---- | ---- | ---- | ---- | --- | --- | --- | --- | ---- |
| 2009-10 | Sacramento  | 72  | 72  | 37.2 | .458 | .255 | .748 | 5.3 | 5.8 | 1.5 | .4  | 20.1 |
| 2010-11 | Sacramento  | 57  | 53  | 37.0 | .409 | .291 | .771 | 4.8 | 5.6 | 1.5 | .5  | 17.8 |
| 2011-12 | Sacramento  | 63  | 61  | 34.3 | .453 | .202 | .779 | 4.6 | 4.5 | 1.3 | .5  | 16.5 |
| 2012-13 | Sacramento  | 65  | 61  | 31.0 | .478 | .338 | .775 | 4.4 | 3.5 | 1.4 | .4  | 15.2 |
| 2013-14 | New Orleans | 72  | 22  | 28.2 | .436 | .221 | .771 | 4.7 | 5.0 | 1.2 | .3  | 14.5 |
| 2014-15 | New Orleans | 79  | 76  | 34.1 | .447 | .304 | .694 | 5.3 | 6.6 | 1.3 | .5  | 16.6 |
| Total   | Total       | 408 | 345 | 33.5 | .447 | .278 | .755 | 4.9 | 5.2 | 1.4 | .4  | 16.8 |

### Playoffs
| Ano   | Equipe      | PJ | PT | MPP  | %TC  | %3P  | %TL  | RPP | APP | ROB | TPP | PPP  |
| ----- | ----------- | -- | -- | ---- | ---- | ---- | ---- | --- | --- | --- | --- | ---- |
| 2015  | New Orleans | 4  | 4  | 31.3 | .326 | .182 | .588 | 5.0 | 5.0 | 1.3 | .3  | 10.0 |
| Total | Total       | 4  | 4  | 31.3 | .326 | .182 | .588 | 5.0 | 5.0 | 1.3 | .3  | 10.0 |